# 마리옐 공화국의 수장

마리옐 공화국의 수장(전 용어: 마리옐 공화국의 대통령)은 러시아 연방의 연방주체인 마리옐 공화국의 최고 행정직이다.
마리옐 공화국의 초대 대통령은 소련 해체 이틀 전인 1991년 12월 24일에 자리가 만들어졌을 때 블라디슬라프 조틴(Vladislav Zotin)이었다. 이 자리는 마리 공산당 제1서기를 대신하여 자리를 승계하기 전 마리 자치 소비에트 사회주의 공화국(마리 ASSR)과 동등한 자리였다. 대통령의 지위와 권한은 마리옐 공화국 헌법 제4장에 의해 결정되었다. 2010년 12월, 드미트리 메드베데프 러시아 대통령은 연방 주체의 수장을 "대통령"으로 부르는 것을 금지하고 2015년 1월 1일 이전에 연방 주체의 헌법이나 법령을 법에 맞게 제정해야 한다는 법안에 서명했다. 마리옐 공화국의 대통령 직위는 2011년 6월 수장(마리어: Vuylatyshyzhe)로 이름이 변경되었다.
2022년 5월 10일부터 마리옐 공화국의 수장은 유리 자이체프이다.